# Sogana

Tabella che mostra vari caratteri giapponesi sovrapposti. Rispettivamente, dall'alto verso il basso: man'yōgana, sogana (in rosso), hiragana.

Il Sogana (草仮名?, sōgana, letteralmente il kana dell'erba) è un sillabario giapponese arcaico, ora usato solo per scopi estetici. Rappresenta una forma corsiva intermedia tra l'antico sillabario man'yōgana ed il moderno hiragana.
Il sogana fa la sua prima apparizione in testi del periodo Heian come nel poema epico Eiga monogatari (栄花物語? "Poema dello splendore") e nell'opera Note del guanciale (枕草子? Makura no Sōshi). Ispirato alla forma corsiva dei caratteri man'yōgana, il sillabario venne successivamente riadattato, finché nell'XI secolo si è evoluto nella forma moderna dell'hiragana.
Lo scopo principale del sogana era, e rimane tuttora, puramente artistico e ornamentale. Era solitamente usato per l'interpretazione della poesia e per funzioni metriche, come nel lavoro del calligrafista Fujiwara no Yukinari (noto anche con i nomi Fujiwara no Kōzei e Gonseki), il cui è di solito citato per l'utilizzo del suddetto sillabario. Ciò nonostante, ci sono molte controversie riguardo l'attribuzione della creazione del sillabario Sogana al calligrafista Yukinari.